# Silvia Battisti
Pour les articles homonymes, voir Battisti.
Silvia Battisti (Vérone, 7 mars 1989) est un ex-mannequin italien, remportant le titre de Miss Italie en 2007.
Ancienne joueuse de volley, elle mesure 1,80 m. Elle est actuellement fiancée avec Giacomo Cenni, jeune entrepreneur de la mode et patron de la maison italienne Sasch. Silvia habite et travaille à Florence.